# Naturschutzgebiet Wesenberg
Das Naturschutzgebiet Wesenberg mit einer Größe von 37,4 ha liegt zwischen Inderlenne und Nordenau im Stadtgebiet von Schmallenberg. Das Gebiet wurde 2008 mit dem Landschaftsplan Schmallenberg Südost durch den Hochsauerlandkreis als Naturschutzgebiet (NSG) ausgewiesen.

## Gebietsbeschreibung
Beim NSG handelt es sich um einen Teil des bewaldeten Bergrückens des Wesenberges. Naturnahe Rotbuchenwälder, die teilweise mit Fichtenforsten durchsetzt sind, bedecken den Berg. 

## Pflanzenarten im NSG
Im Gebiet kommen seltene Tier- und Pflanzenarten vor, u. a. wachsen stellenweise Teppiche des Sprossenden Bärlapps. Auswahl weiterer vom Landesamt für Natur, Umwelt und Verbraucherschutz Nordrhein-Westfalen dokumentierter Pflanzenarten: Bergfarn, Buchenfarn, Draht-Schmiele, Eichenfarn, Großer Dornfarn, Heidelbeere und Weiße Hainsimse.

## Schutzzweck
Das NSG soll die Wälder mit ihrem Arteninventar schützen.
Wie bei allen Naturschutzgebieten in Deutschland wurde in der Schutzausweisung darauf hingewiesen, dass das Gebiet „wegen der Seltenheit, besonderen Eigenart und Schönheit des Gebietes“ zum Naturschutzgebiet wurde.